# Кэмпбелл, Арчибальд (генерал)
Сэр Арчибальд Кэмпбелл (англ. Archibald Campbell; 12 марта 1769 — 6 октября 1834, Эдинбург, Шотландия, Великобритания) — британский генерал.

## Биография
В 1789—1792 годах участвовал в войне с Типу Султаном в Индии.
Во время кампании на Пиренейском полуострове командовал под начальством Веллингтона пехотной бригадой.
В 1824 году ему было вверено главное командование над войсками, выступившими против бирманцев. После двухлетней войны Кэмпбелл принудил их к миру.
Позже был наместником и главнокомандующим войсками в Нью-Брансуике, где он во время затруднений в результате канадского восстания, проявил себя искусным правителем.

## Награды
- Орден Бани
  - Рыцарь Большого креста (1826)[4]
  - Рыцарь-командор (1815)[5]
- Рыцарь-бакалавр (1814)[6]
- Армейская золотая медаль
- Командор орден Башни и Меча (1813, королевство Португалия)